# Montfort-en-Chalosse
Montfort-en-Chalosse (Monhòrt de Shalòssa en gascon) est une commune française située dans le département des Landes en région Nouvelle-Aquitaine.
Ses habitants sont appelés les Montfortois et les Montfortoises.

## Géographie

### Localisation
La commune se situe en Chalosse, terroir de Gascogne.

### Communes limitrophes
Les communes limitrophes sont  Baigts, Gamarde-les-Bains, Gibret, Nousse et Poyartin.
| Gamarde-les-Bains |                      | Nousse |
|                   | Montfort-en-Chalosse | Baigts |
| Poyartin          | Gibret               |        |

### Hydrographie
Le ruisseau de Cazeaux, affluent droit du Luy, traverse les terres de la commune.

### Climat
Pour des articles plus généraux, voir Climat de la Nouvelle-Aquitaine et Climat des Landes.
Historiquement, la commune est exposée à un climat océanique aquitain.  
En 2020, Météo-France publie une typologie des climats de la France métropolitaine dans laquelle la commune est exposée à un climat océanique et est dans la région climatique  Aquitaine, Gascogne, caractérisée par une pluviométrie abondante au printemps, modérée en automne, un faible ensoleillement au printemps, un été chaud (19,5 °C), des vents faibles, des brouillards fréquents en automne et en hiver et des orages fréquents en été (15 à 20 jours).
Pour la période 1971-2000, la température annuelle moyenne est de 13,4 °C, avec une amplitude thermique annuelle de 14,6 °C. Le cumul annuel moyen de précipitations est de 1 222 mm, avec 12,4 jours de précipitations en janvier et 7,7 jours en juillet. Pour la période 1991-2020, la température moyenne annuelle observée sur la station météorologique la plus proche, située sur la commune de Bégaar à 13 km à vol d'oiseau, est de 13,8 °C et le cumul annuel moyen de précipitations est de 1 114,1 mm,. Pour l'avenir, les paramètres climatiques de la commune estimés pour 2050 selon différents scénarios d'émission de gaz à effet de serre sont consultables sur un site dédié publié par Météo-France en novembre 2022.

## Urbanisme

### Typologie
Au 1er janvier 2024, Montfort-en-Chalosse est catégorisée commune rurale à habitat dispersé, selon la nouvelle grille communale de densité à sept niveaux définie par l'Insee en 2022.
Elle est située hors unité urbaine. Par ailleurs la commune fait partie de l'aire d'attraction de Dax, dont elle est une commune de la couronne,. Cette aire, qui regroupe 60 communes, est catégorisée dans les aires de 50 000 à moins de 200 000 habitants,.

### Occupation des sols

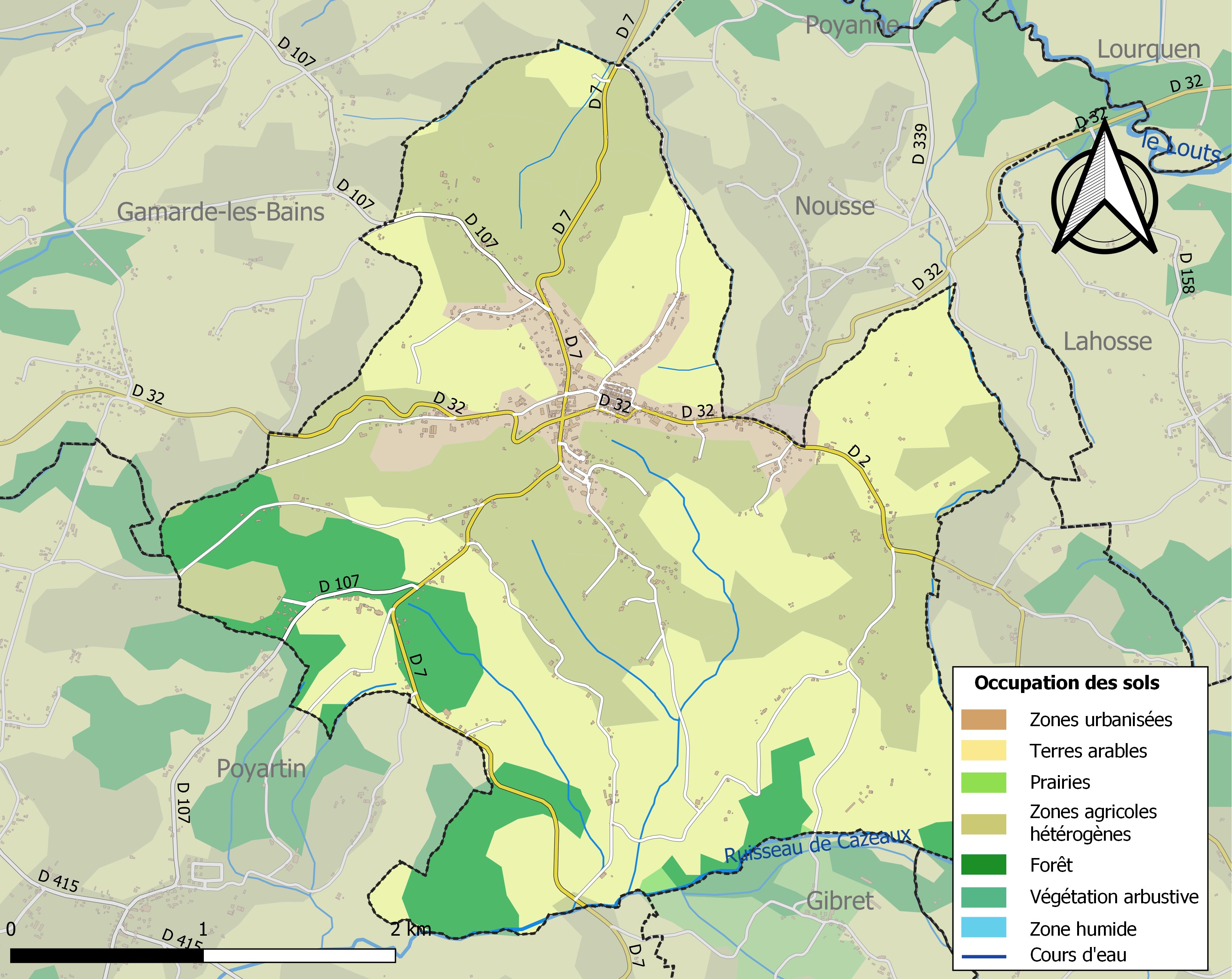
Carte des infrastructures et de l'occupation des sols de la commune en 2018 (CLC).

L'occupation des sols de la commune, telle qu'elle ressort de la base de données européenne d’occupation biophysique des sols Corine Land Cover (CLC), est marquée par l'importance des territoires agricoles (80,5 % en 2018), en augmentation par rapport à 1990 (73,7 %). La répartition détaillée en 2018 est la suivante : terres arables (44 %), zones agricoles hétérogènes (36,4 %), forêts (12,5 %), zones urbanisées (7 %), prairies (0,1 %). L'évolution de l’occupation des sols de la commune et de ses infrastructures peut être observée sur les différentes représentations cartographiques du territoire : la carte de Cassini (XVIIIe siècle), la carte d'état-major (1820-1866) et les cartes ou photos aériennes de l'IGN pour la période actuelle (1950 à aujourd'hui).

### Voies de communication et transports

#### Voies
| 59 odonymes recensés à Montfort-en-Chalosse au 13 janvier 2014 | 59 odonymes recensés à Montfort-en-Chalosse au 13 janvier 2014 | 59 odonymes recensés à Montfort-en-Chalosse au 13 janvier 2014 | 59 odonymes recensés à Montfort-en-Chalosse au 13 janvier 2014 | 59 odonymes recensés à Montfort-en-Chalosse au 13 janvier 2014 | 59 odonymes recensés à Montfort-en-Chalosse au 13 janvier 2014 | 59 odonymes recensés à Montfort-en-Chalosse au 13 janvier 2014 | 59 odonymes recensés à Montfort-en-Chalosse au 13 janvier 2014 | 59 odonymes recensés à Montfort-en-Chalosse au 13 janvier 2014 | 59 odonymes recensés à Montfort-en-Chalosse au 13 janvier 2014 | 59 odonymes recensés à Montfort-en-Chalosse au 13 janvier 2014 | 59 odonymes recensés à Montfort-en-Chalosse au 13 janvier 2014 | 59 odonymes recensés à Montfort-en-Chalosse au 13 janvier 2014 | 59 odonymes recensés à Montfort-en-Chalosse au 13 janvier 2014 | 59 odonymes recensés à Montfort-en-Chalosse au 13 janvier 2014 | 59 odonymes recensés à Montfort-en-Chalosse au 13 janvier 2014 |
| Allée                                                          | Avenue                                                         | Bld                                                            | Chemin                                                         | Cité                                                           | Côte                                                           | Impasse                                                        | Place                                                          | Quai                                                           | Rd-point                                                       | Route                                                          | Rue                                                            | Square                                                         | Villa                                                          | Autres                                                         | Total                                                          |
| -------------------------------------------------------------- | -------------------------------------------------------------- | -------------------------------------------------------------- | -------------------------------------------------------------- | -------------------------------------------------------------- | -------------------------------------------------------------- | -------------------------------------------------------------- | -------------------------------------------------------------- | -------------------------------------------------------------- | -------------------------------------------------------------- | -------------------------------------------------------------- | -------------------------------------------------------------- | -------------------------------------------------------------- | -------------------------------------------------------------- | -------------------------------------------------------------- | -------------------------------------------------------------- |
| 5                                                              | 4                                                              | 0                                                              | 28                                                             | 0                                                              | 1                                                              | 0                                                              | 5                                                              | 0                                                              | 0                                                              | 5                                                              | 5                                                              | 0                                                              | 0                                                              | 6                                                              | 59                                                             |
| Notes « N »                                                    | Notes « N »                                                    | 1. 2. 3. 4. 5. 6. 7.                                           | 1. 2. 3. 4. 5. 6. 7.                                           | 1. 2. 3. 4. 5. 6. 7.                                           | 1. 2. 3. 4. 5. 6. 7.                                           | 1. 2. 3. 4. 5. 6. 7.                                           | 1. 2. 3. 4. 5. 6. 7.                                           | 1. 2. 3. 4. 5. 6. 7.                                           | 1. 2. 3. 4. 5. 6. 7.                                           | 1. 2. 3. 4. 5. 6. 7.                                           | 1. 2. 3. 4. 5. 6. 7.                                           | 1. 2. 3. 4. 5. 6. 7.                                           | 1. 2. 3. 4. 5. 6. 7.                                           | 1. 2. 3. 4. 5. 6. 7.                                           | 1. 2. 3. 4. 5. 6. 7.                                           |
| Sources : rue-ville.info & OpenStreetMap                       |                                                                |                                                                |                                                                |                                                                |                                                                |                                                                |                                                                |                                                                |                                                                |                                                                |                                                                |                                                                |                                                                |                                                                |                                                                |

### Risques majeurs
Le territoire de la commune de Montfort-en-Chalosse est vulnérable à différents aléas naturels : météorologiques (tempête, orage, neige, grand froid, canicule ou sécheresse), mouvements de terrains et séisme (sismicité faible). Un site publié par le BRGM permet d'évaluer simplement et rapidement les risques d'un bien localisé soit par son adresse soit par le numéro de sa parcelle.
Les mouvements de terrains susceptibles de se produire sur la commune sont des tassements différentiels.

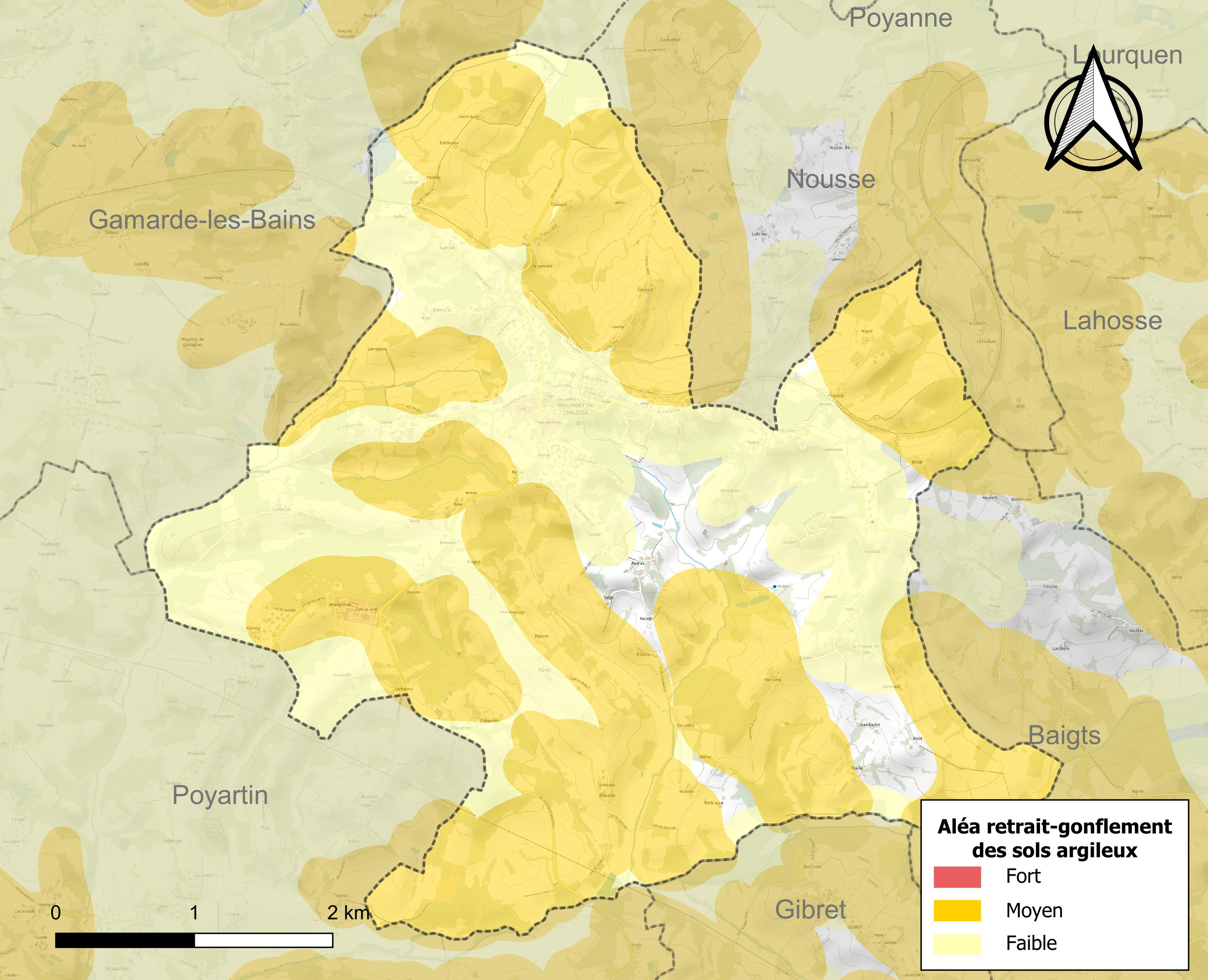
Carte des zones d'aléa retrait-gonflement des sols argileux de Montfort-en-Chalosse.

Le retrait-gonflement des sols argileux est susceptible d'engendrer des dommages importants aux bâtiments en cas d’alternance de périodes de sécheresse et de pluie. 59,5 % de la superficie communale est en aléa moyen ou fort (19,2 % au niveau départemental et 48,5 % au niveau national). Sur les 502 bâtiments dénombrés sur la commune en 2019, 99 sont en aléa moyen ou fort, soit 20 %, à comparer aux 17 % au niveau départemental et 54 % au niveau national. Une cartographie de l'exposition du territoire national au retrait gonflement des sols argileux est disponible sur le site du BRGM,.
La commune a été reconnue en état de catastrophe naturelle au titre des dommages causés par les inondations et coulées de boue survenues en 1998, 1999, 2009 et 2020, par la sécheresse en 2003 et par des mouvements de terrain en 1999.

## Toponymie
Son nom gascon est Monhòrt.
Pour consulter des éléments sur la toponymie de 126 lieux-dits de Montfort-en-Chalosse, rendez-vous sur Gasconha.com.

## Histoire
Montfort-en-Chalosse est une bastide, c'est-à-dire une « ville » établie au cours de la révolution urbaine du XIIIe siècle. C’est à cette époque que Montfort-en-Chalosse a été érigée, comme de nombreuses autres bastides aux chartes très libérales, alors que le duc d'Aquitaine était aussi roi d'Angleterre.
Le 24 mars 1526, François Ier, revenant de captivité, est à Montfort-en-Chalosse. Dans son ouvrage intitulé Louise de Savoie, Paule Henry-Bordeaux relate cet événement historique.
Pendant la Seconde Guerre mondiale, la commune se trouve en zone occupée.
Dans la nuit du 27 au 28 janvier 2013, le magasin Carrefour Contact de Montfort-en-Chalosse a pris feu vers 20 h 20 peu après sa fermeture. Ce sont les gendarmes de la gendarmerie voisine qui ont donné l'alerte en premier. Des pompiers venus de Montfort-en-Chalosse, de Mugron, de Souprosse, de Dax et de Mont-de-Marsan ont passé une partie de la nuit à éteindre cet incendie qui a dévasté les 800 m2 de la supérette où étaient rangées des bouteilles de gaz le long de mur qui ont pu être évacuées à temps alors qu'elles étaient déjà chaudes. Bilan : aucune victime et aucun blessé n'est à déplorer. Quatorze employés sont au chômage technique. Deux familles ont été relogées chez des proches en raison des émanations de fumée. Les dégâts auraient pu être pires car une station service était à une dizaine de mètres mais elle n'a pas pris feu. Carrefour Contact devrait être reconstruit après l'enquête qui a été ouverte pour connaître l'origine de l'incendie. La thèse accidentelle est privilégiée puisque deux électriciens sont passés dans la journée à la suite de problèmes électriques. Quelques années auparavant, la Coopérative des foies gras de Chalosse a rencontré également des problèmes électriques sans qu'il n'y ait d'incendie. Plusieurs jours après, de la fumée s'échappait encore en petite quantité.
Seize mois plus tard, le magasin a rouvert ses portes. Il a d'ailleurs été agrandi.

### Héraldique
| Blason | Blasonnement : De gueules au mont d'or sommé d'un créquier du même accosté de deux mondes d'argent croisés d'azur |

## Politique et administration

### Liste des maires
| Période                                  | Période  | Identité                  | Étiquette | Qualité               |
| ---------------------------------------- | -------- | ------------------------- | --------- | --------------------- |
| 1995                                     | 2001     | Maurice Gassie            | DVG       | Enseignant retraité   |
| 2001                                     | 2014     | Françoise Dartigue-Peyrou | DVG       | Enseignante retraitée |
| 2014                                     | 2014     | Jean-Paul Dupin           | SE        | Boulanger retraité    |
| 2014                                     | 2020     | Eric Sarres               | SE        | Agriculteur           |
| 2020                                     | En cours | Jean-Marie Darricau       | DVG       | Enseignant retraité   |
| Les données manquantes sont à compléter. |          |                           |           |                       |

### Politique environnementale
Dans son palmarès 2024, le Conseil national de villes et villages fleuris de France a attribué deux fleurs à la commune.
Christian Bouet a été conseiller municipal durant quarante-trois années successives de 1971 à 2014, soit un total de sept mandats. Il a œuvré avec trois maires différents : Georges Camescasse, Maurice Gassie et Françoise Dartigue-Peyrou.

## Démographie
| 1793  | 1800  | 1806  | 1821  | 1831  | 1836  | 1841  | 1846  | 1851  |
| ----- | ----- | ----- | ----- | ----- | ----- | ----- | ----- | ----- |
| 1 552 | 1 410 | 1 574 | 1 575 | 1 727 | 1 657 | 1 644 | 1 639 | 1 681 |

| 1856  | 1861  | 1866  | 1872  | 1876  | 1881  | 1886  | 1891  | 1896  |
| ----- | ----- | ----- | ----- | ----- | ----- | ----- | ----- | ----- |
| 1 633 | 1 634 | 1 679 | 1 657 | 1 667 | 1 630 | 1 630 | 1 513 | 1 543 |

| 1901  | 1906  | 1911  | 1921  | 1926  | 1931  | 1936  | 1946  | 1954  |
| ----- | ----- | ----- | ----- | ----- | ----- | ----- | ----- | ----- |
| 1 421 | 1 440 | 1 386 | 1 259 | 1 263 | 1 230 | 1 173 | 1 126 | 1 227 |

| 1962  | 1968  | 1975  | 1982  | 1990  | 1999  | 2006  | 2008  | 2013  |
| ----- | ----- | ----- | ----- | ----- | ----- | ----- | ----- | ----- |
| 1 157 | 1 114 | 1 017 | 1 031 | 1 116 | 1 210 | 1 159 | 1 145 | 1 161 |

| 2018  | 2022  | - | - | - | - | - | - | - |
| ----- | ----- | - | - | - | - | - | - | - |
| 1 170 | 1 223 | - | - | - | - | - | - | - |

## Lieux et monuments

### Édifices et sites
- L'église Saint-Pierre du XIIIe siècle inscrite aux Monuments historiques[31].
- La Maison capcazalière (Sarrat) a été édifiée au XVIIe siècle. Elle est un rare témoignage du capcazal landais.
- Le musée de la Chalosse (Carcher) présente au public un domaine agricole et viticole typique du XIXe siècle en Chalosse.
- Le domaine Tauziet, qui dispose d'une chapelle. Selon David Chabas[32], elle renfermait un tableau de l'Annonciation dans lequel la Vierge et l'Ange ont le cou balafré par le conventionnel Dartigoeyte.
- Le château de Montpribat, édifié au XVIe ou XVIIe siècle par la famille des De Borda de Dax. Il abrite actuellement le Centre médical infantile de Montfort-en-Chalosse.
- Le domaine Buzet a été construit au XVIIIe siècle par un haut dignitaire à la cour de Louis XV.

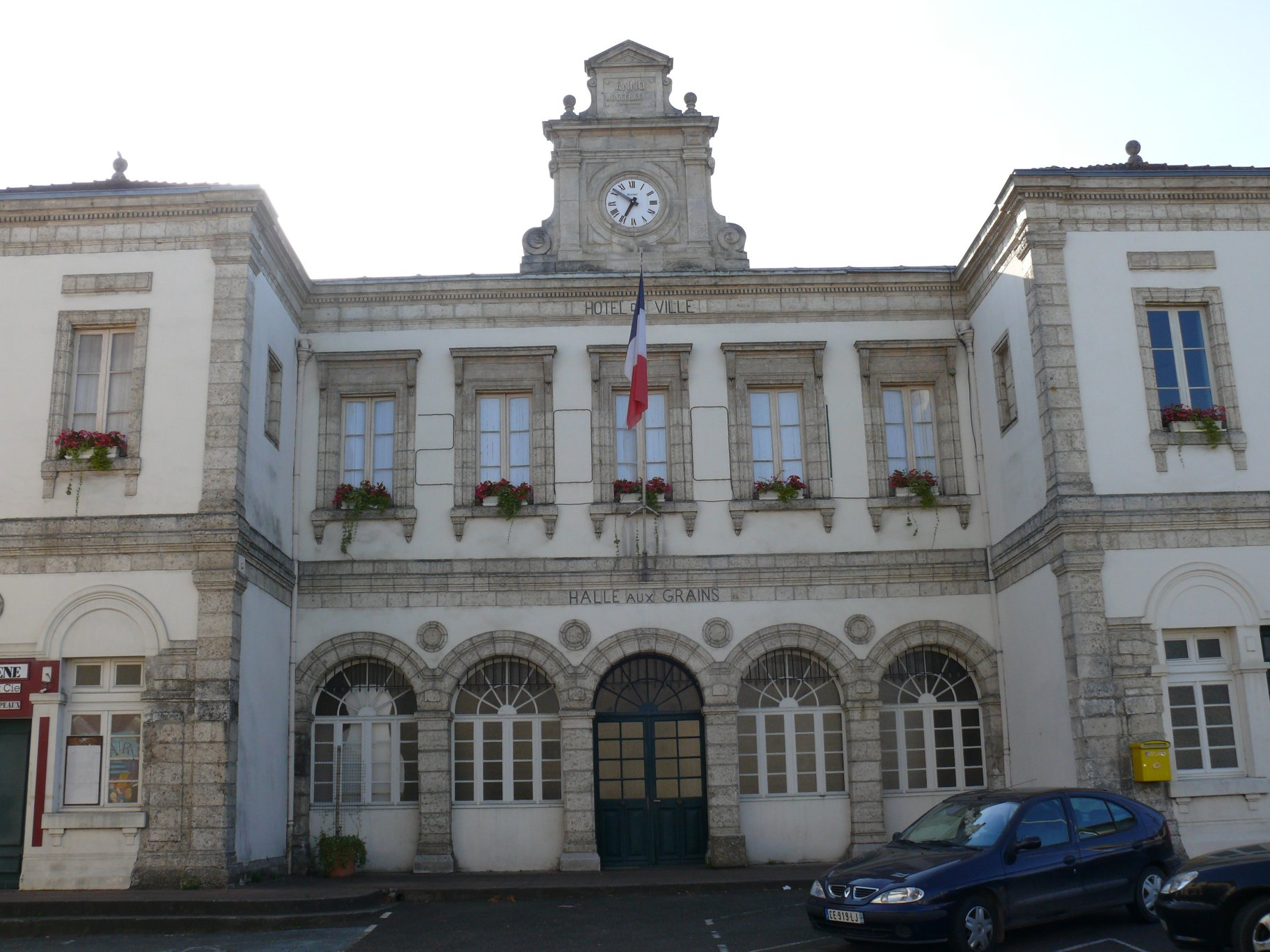
L'hôtel de ville.
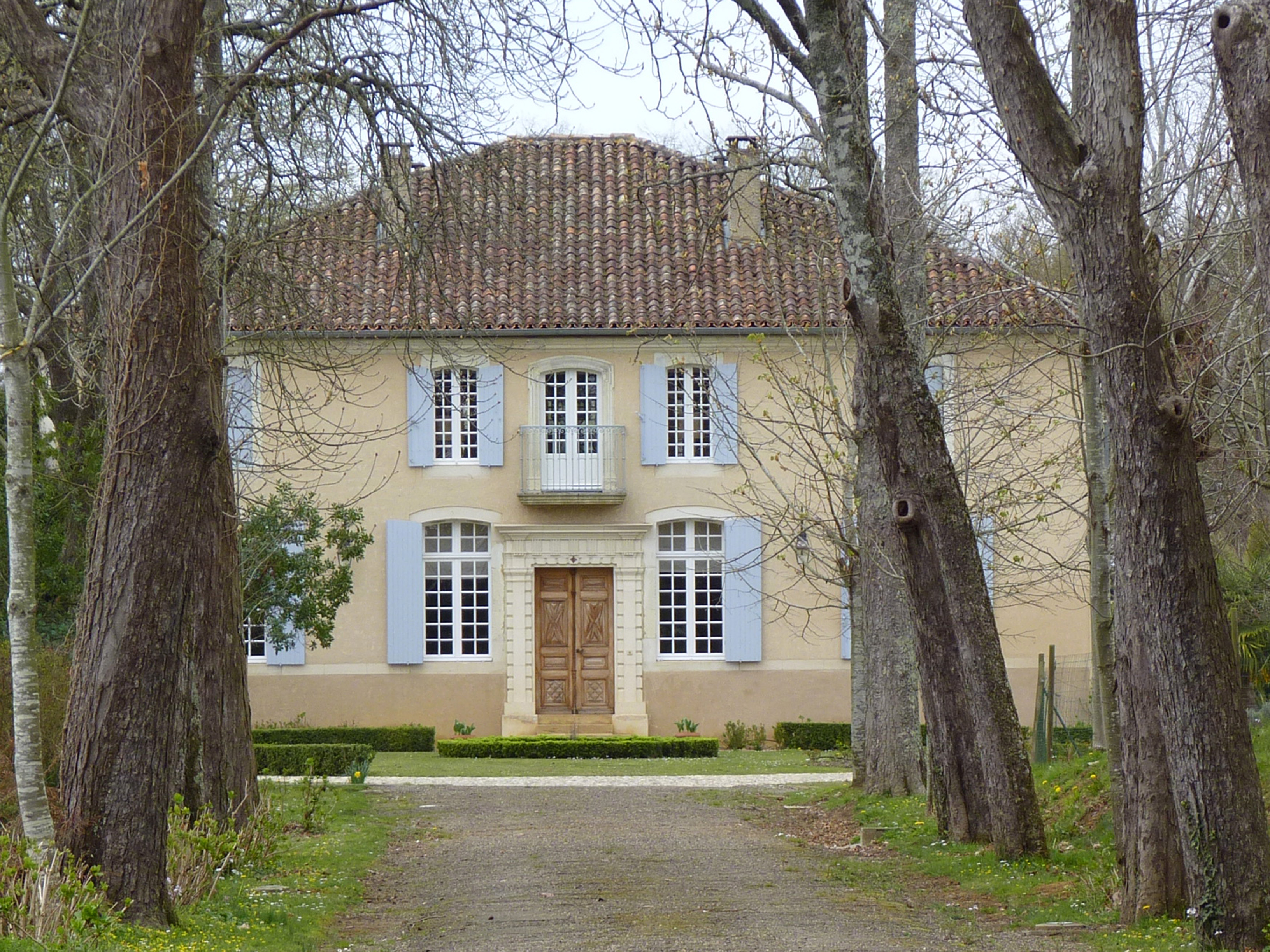
Domaine Tauziet.
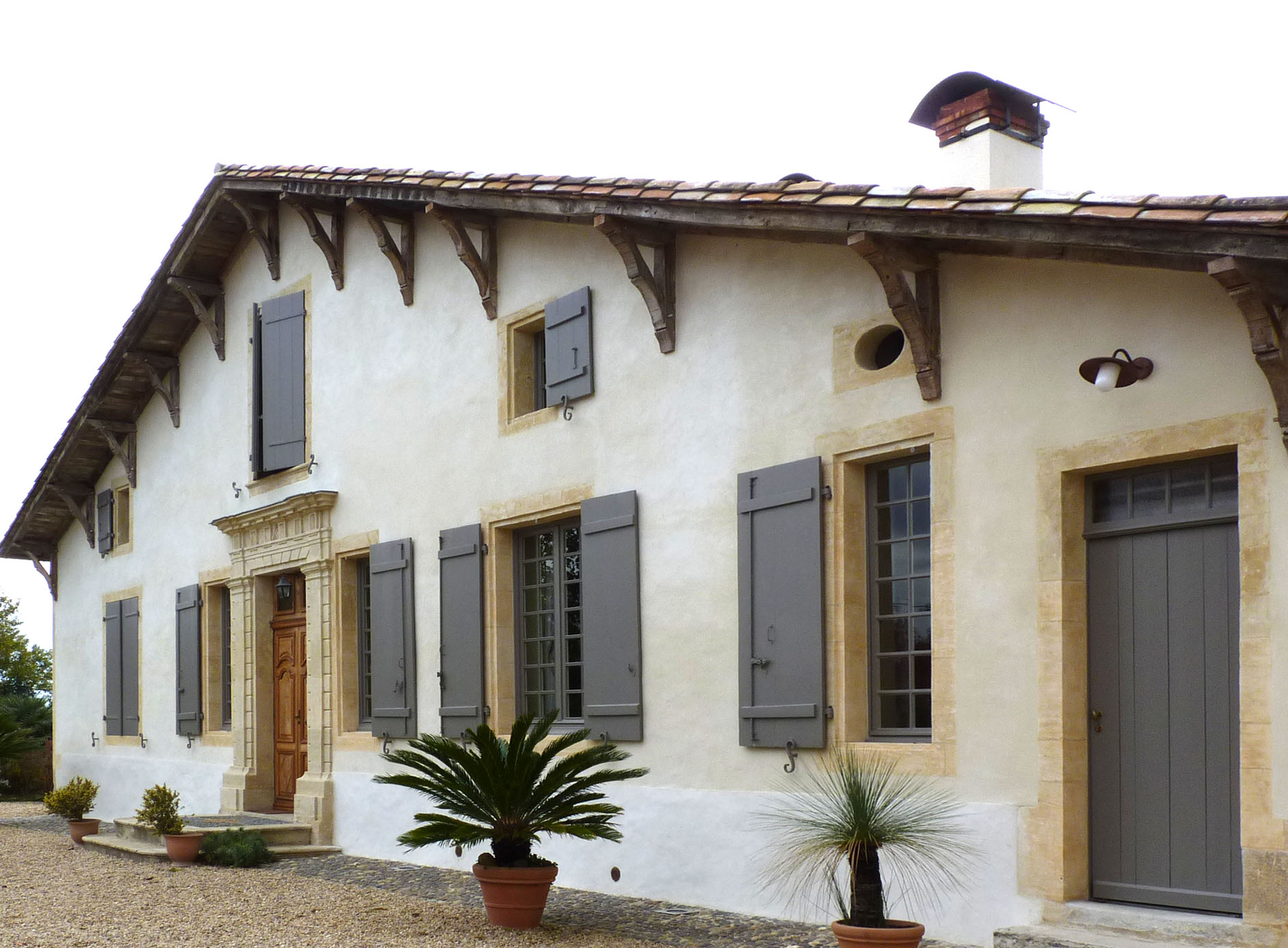
Maison Sarrat.
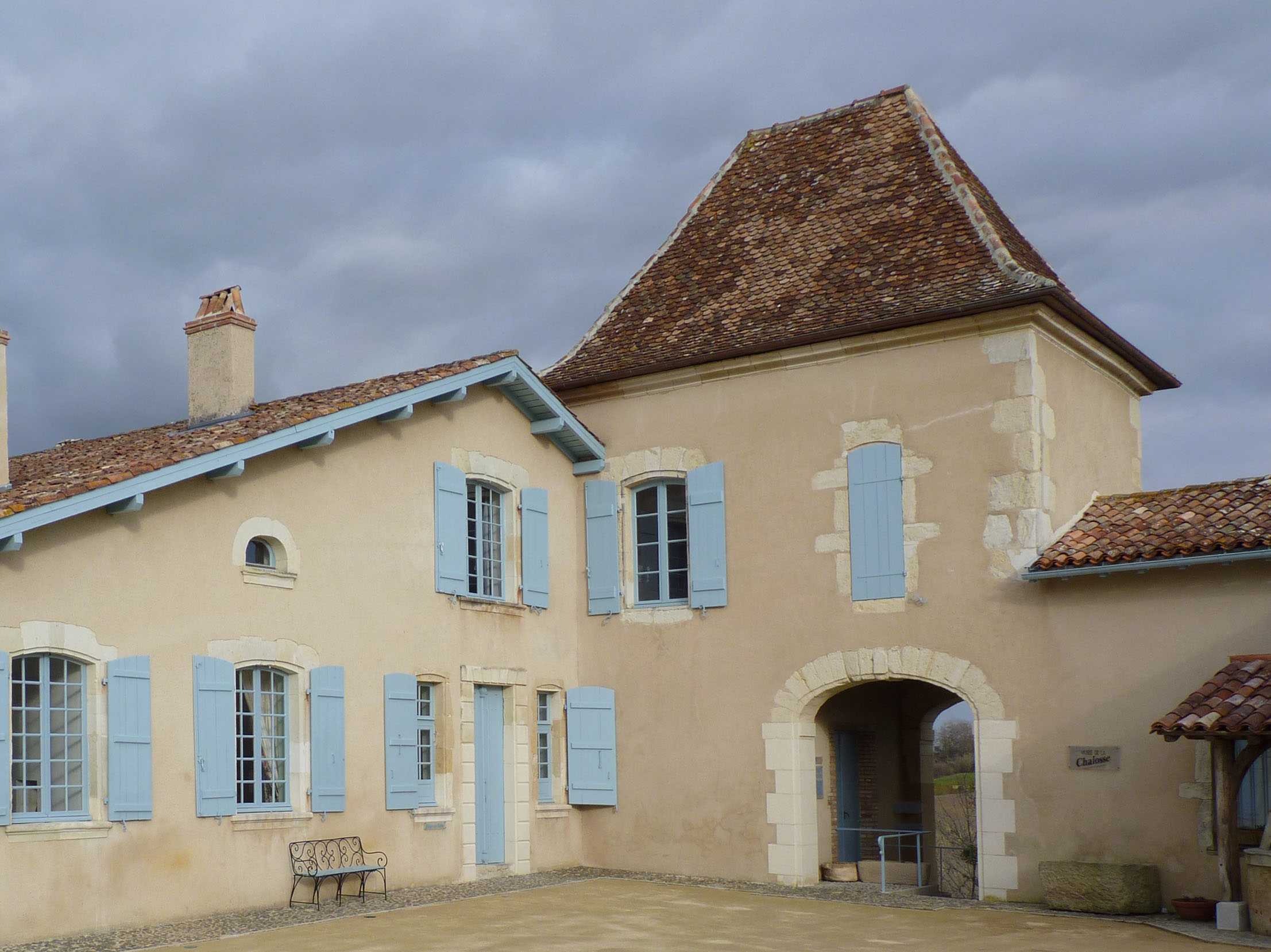
Domaine Carcher.
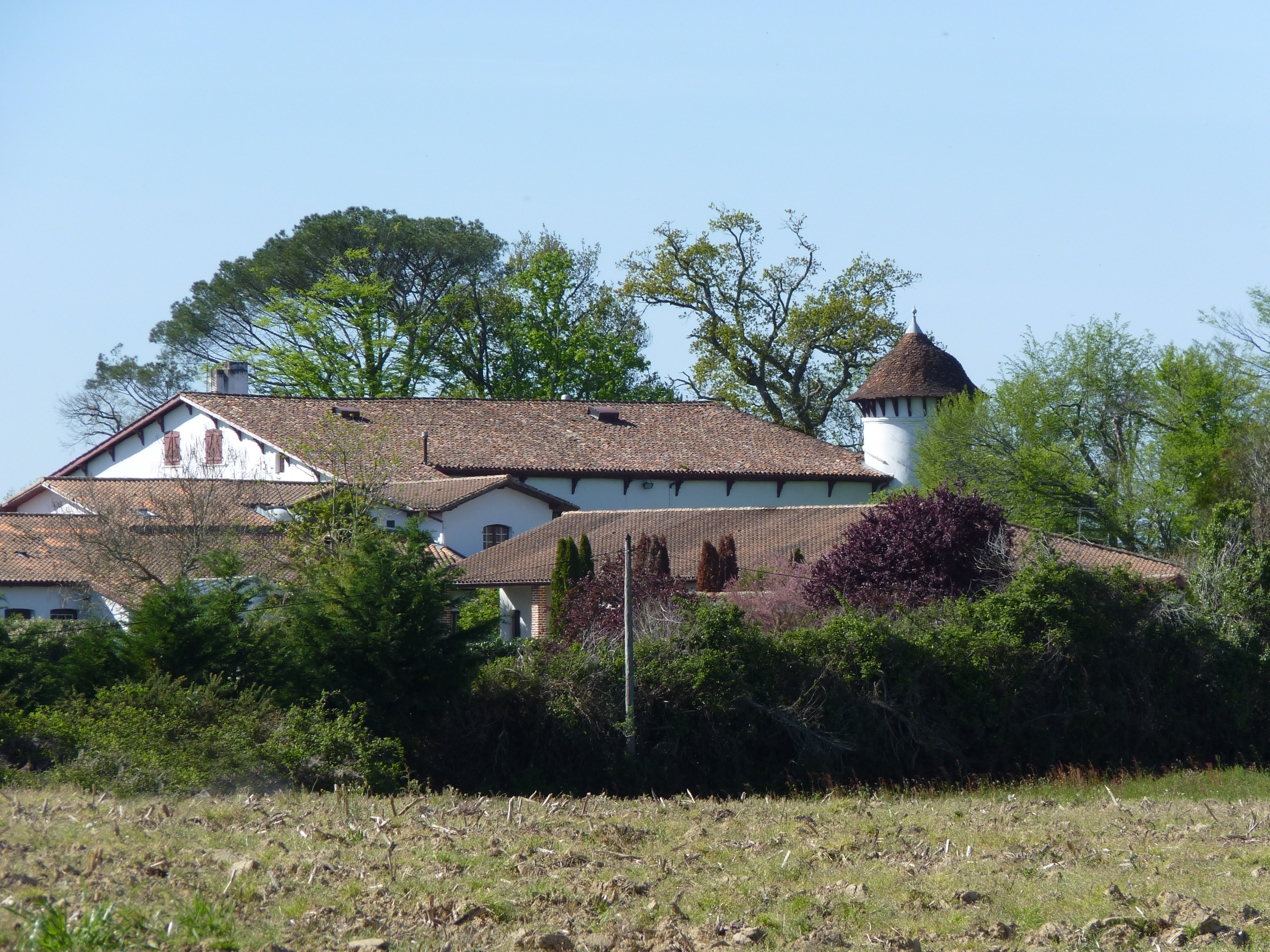
Château de Montpribat.
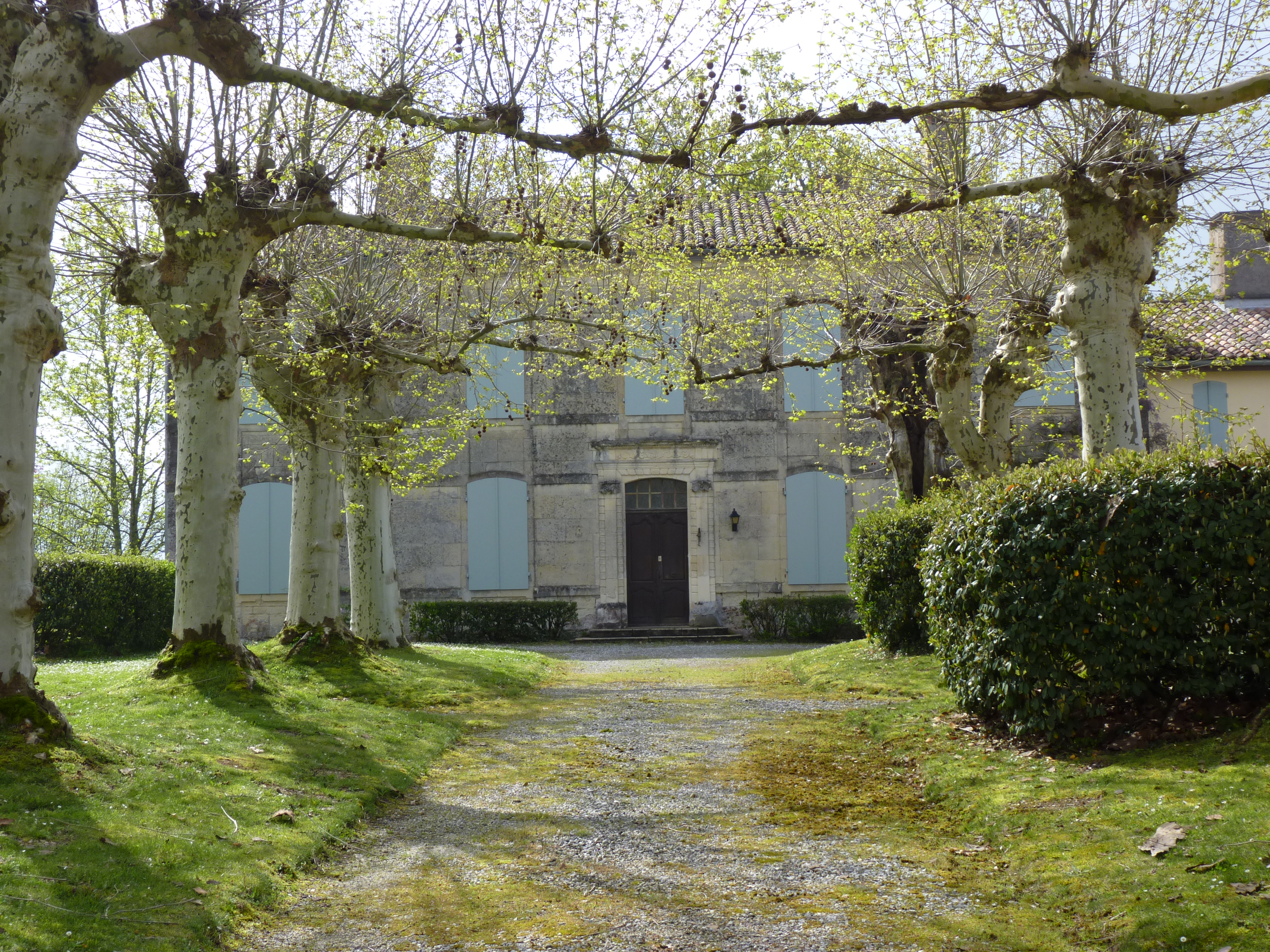
Domaine Buzet.
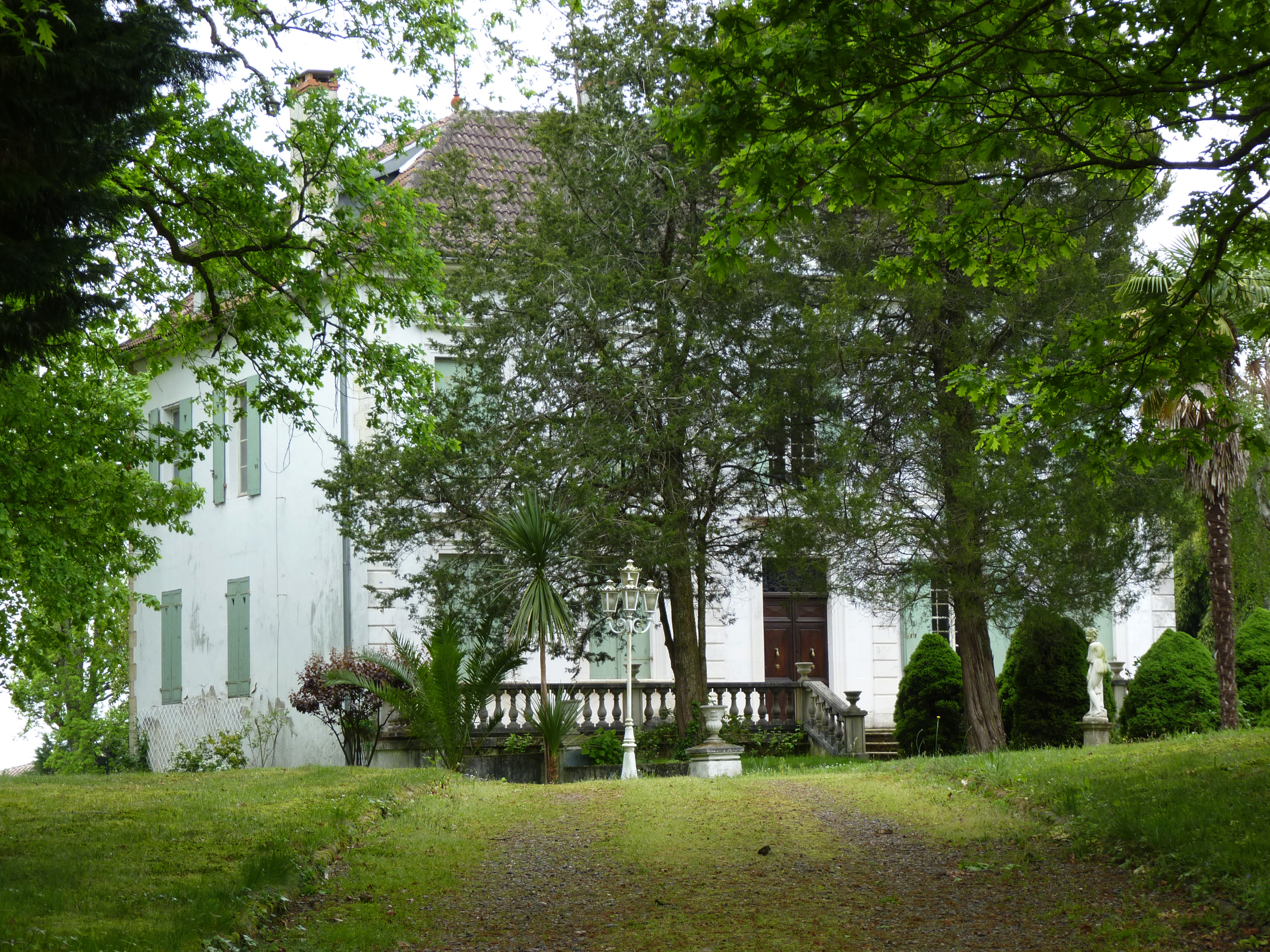
Montfleuri.

Montfleuri fut le lieu privilégié des Surréalistes et une annexe des salons parisiens. Entre 1930 et 1970, la poétesse Lise Deharme reçut  André Breton, Man Ray, Louis Aragon, Jean Cocteau, Paul Éluard, Raymond Queneau, Julien Gracq, Jules Supervielle, Antonin Artaud, Jacques Prévert, Philippe Soupault, Robert Desnos, Max-Pol Fouchet, Jean Paulhan, Georges Auric, Jean Marais, Philippe Jullian, Alexandre Astruc, Pablo Picasso, René Clément, Salvador Dalí, Dora Maar, Alberto Giacometti, Marie-Laure de Noailles, Joan Miró, Léonor Fini, Marcel Rochas, Yves Montand, Valentine Hugo, Agnès Capri….

## Culture actuelle
La langue locale parlée historiquement est le gascon, un cursus bilingue français-gascon est d'ailleurs proposé dans l'école Serge Barranx (école publique) depuis une dizaine d'années, ce fut le premier cursus de ce type dans le département des Landes. 
La commune héberge la banda : Los Copleros ainsi qu'une association mixte d'échasses landaises traditionnelles : Lou tchanques Chalosse.

## Personnalités liées à la commune
- Isaac Casaubon (1559-1614), humaniste et érudit protestant. Son père était originaire de Montfort-en-Chalosse[35].
- Pierre-Roger Ducos, (1747-1816) homme politique français, 3e consul provisoire du Consulat, comte de l'Empire, frère ainé de Nicolas Ducos.
- Nicolas Ducos (1756-1823), général des armées de la République et de l'Empire, frère cadet de Pierre-Roger Ducos.
- Pierre-Arnaud Dartigoeyte (1763-1812), conventionnel, député des Landes de 1792 à 1795, il a vécu à Montfort-en-Chalosse de 1808 à sa mort.
- François Baco (1865-1947), inventeur des cépages baco noir et baco blanc.
- Serge Barranx (de son vrai nom François Vignaux), né à Montfort-en-Chalosse en 1867 et mort à Dordogne en 1959, écrivain français.
- Marie-Thérèze Duvignau (1904-2010), sage-femme, s'occupant des enfants déshérités et des orphelins du canton de Montfort-en-Chalosse où elle demeurait et dont elle fut la conseillère municipale[36].
- Raphaël Lonné, né en 1910 à Montfort-en-Chalosse et mort en 1989 à Bordeaux, peintre.
- André Boniface, né le 14 août 1934 à Montfort-en-Chalosse, ancien international de rugby à XV, frère ainé de Guy Boniface.
- Guy Boniface, né le 6 mars 1937 à Montfort-en-Chalosse, ancien international de rugby à XV, frère cadet d'André Boniface.
- Marie-Louise Haumont (19 janvier 1919 - 7 février 2012), romancière, Prix Femina 1976.
- Marcel Saint Martin (9 avril 1922 - 21 décembre 2009), peintre et poète.
- Danielle Justes, née en mai 1954 à Gamarde-les-Bains (Landes), artiste.
- Pascal Gaüzère, né le 23 avril 1977 à Montfort-en-Chalosse (Landes), arbitre professionnel français de rugby à XV. Il officie au plus haut niveau depuis 2006, arbitrant des matchs du Top 14, de la Pro D2, du Challenge européen et de la Coupe d'Europe.